# Dražská Koupě
Dražská Koupě je přírodní památka ve správním území obce Koupě v okrese Příbram ve Středočeském kraji. Tvoří ji rybník s přilehlými břehy přímo ve vesnici. Předmětem ochrany je populace kuňky obecné.

## Historie
Rybník Dražská Koupě (nově pojmenovaný jako Dražský rybník) od svého založení sloužil k chovu ryb. Původně přiléhal k západnímu okraji vesnice, ale ve druhé polovině devatenáctého století se zástavba rozšířila podél jeho severního okraje. Přilehlé pozemky sloužily jako obecní pastvina pro husy a skot, z jihu přiléhala orná půda. V letech 2001–2009 stoupla intenzita obhospodařování rybníka (chov kaprů, tolstolobiků a štik), což se projevilo snížením biodiverzity a zhoršením kvality vody.
Chráněné území vyhlásil Krajský úřad Středočeského kraje v kategorii přírodní památka s účinností od 15. března 2014.

## Přírodní poměry
Chráněné území s rozlohou přibližně 8,7 hektaru leží v nadmořské výšce 530–532 metrů v katastrálním území Koupě. Z větší části se překrývá s evropsky významnou lokalitou Dražská Koupě.

### Abiotické poměry
Geologické podloží tvoří pozdně variské granodiority středočeského plutonu a proterozoické fylity. V chráněném území se na nich vyvinuly glejové půdy, na které v okrajových partiích navazují typické a pseudoglejové kambizemě.
Přírodní památka leží v jihozápadním cípu Benešovské pahorkatiny, konkrétně v podcelku Březnická pahorkatina a okrsku Bělčická pahorkatina. Odvodňuje ji Kostratecký potok, který je levostranným přítokem Lomnice, a patří tedy k povodí Vltavy. Plocha vlastního rybníka měří 7,1 hektaru. Navazuje na něj zamokřené území s rozlohou asi 0,3 hektaru a neplodná půda (přibližně 1,3 hektaru).
V rámci Quittovy klasifikace podnebí se přírodní památka nachází v mírně teplé oblasti MT5, pro kterou jsou typické teploty −4 až −5 °C v lednu a 16 až 17 °C v červenci. Celkový roční úhrn srážek dosahuje 600–750 milimetrů. Letních dnů bývá třicet až čtyřicet, zatímco mrazových dnů 130–140. Sníh zde leží šedesát až sto dnů v roce.

### Flóra

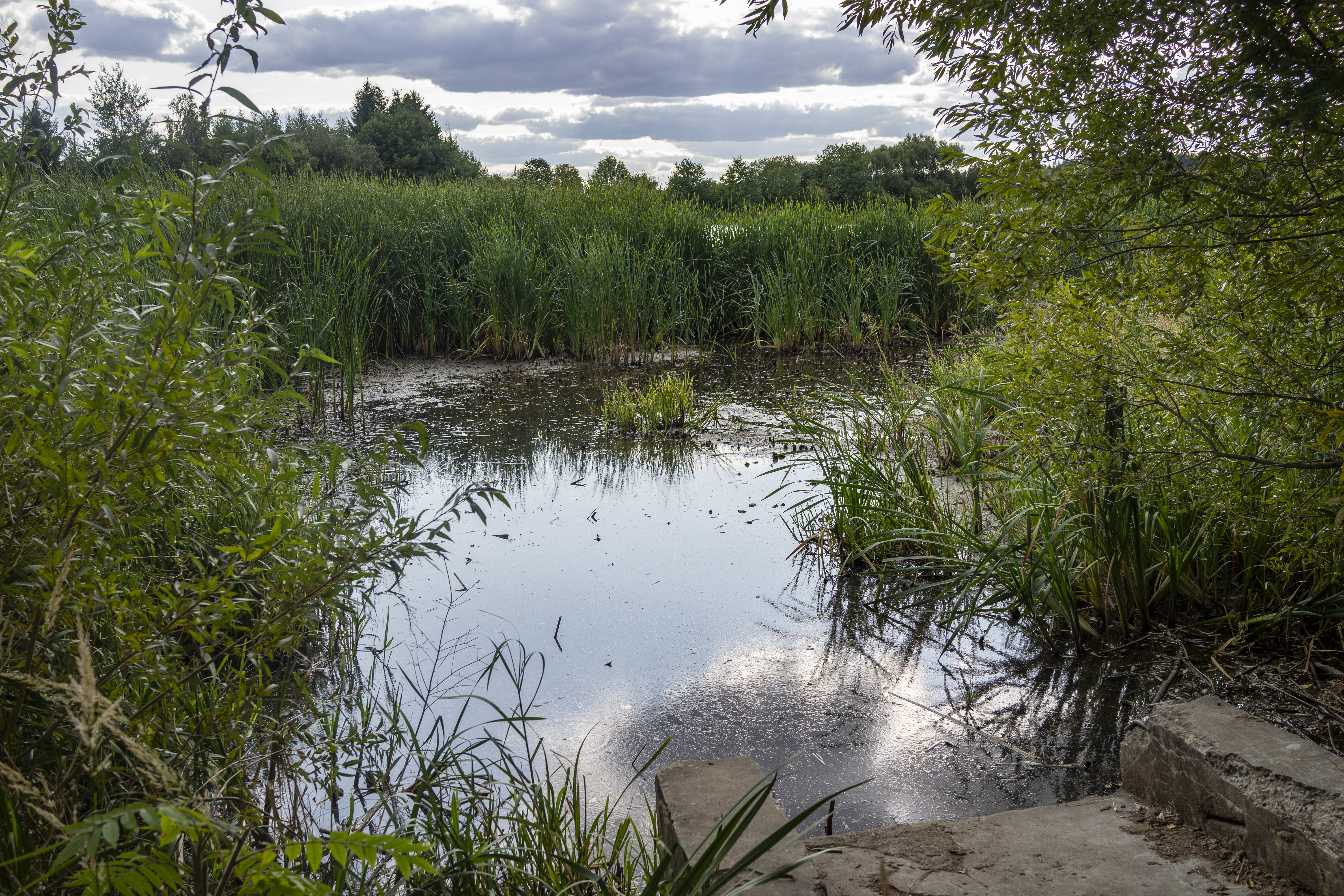
Dražská Koupě

Z botanického hlediska je území nevýznamné. Cennější je pouze litorální pásmo v jihovýchodní části rybníka, kde převažuje porost orobince širokolistého (Typha latifolia), zblochanu vodního (Glyceria maxima) a hojně zde roste také sítina rozkladitá (Juncus effusus). Z ohrožených druhů rostlin byl zaznamenán ohrožený řepík vonný (Agrimonia procera) a z dalších vzácnějších rostlin vrbovka bahenní (Epilobium palustre) a bublinatka jižní (Utricularia australis). Mezi cenné nálezy patří trhutka plovoucí (Riccia fluitans), která vyhledává mezotrofní vody s malou rybí osádkou.

### Fauna
Předmětem ochrany v přírodní památce je výskyt obojživelníků, zejména kuňky obecné (Bombina bombina), v roce 2009 zaznamenané v počtu desítek jedinců. Vzhledem k předchozím letům však byla tehdejší populace výrazně nižší. V desítkách až stovkách kusů byli roku 2009 nalezeni také čolek obecný (Lissotriton vulgaris), blatnice skvrnitá (Pelobates fuscus), skokan zelený (Pelophylax esculentus), skokan krátkonohý (Pelophylax lessonae), ropucha obecná (Bufo bufo) a rosnička zelená (Hyla arborea).
Z dalších živočichů se v chráněném území hojně vyskytuje čmelák zemní (Bombus terrestris), slepýš křehký (Anguis fragilis) a užovka obojková (Natrix natrix). Z ptáků zde hnízdila potápka malá (Tachybaptus ruficollis), potápka roháč (Podiceps cristatus) a kopřivka obecná (Anas strepera). Pozorováni byli také moták pochop (Circus aeruginosus), rorýs obecný (Apus apus) a vlaštovka obecná (Hirundo rustica).